# Свободин, Павел Матвеевич
Па́вел Матве́евич Свобо́дин (Вольф; Козиенко; Матюшин; 14 (26) декабря 1850, Санкт-Петербург — 9 (21) октября 1892, там же) — русский актёр, писатель, близкий друг Антона Чехова.

## Биография
Павел Матвеевич Свободин родился в Санкт-Петербурге 14 декабря 1850 года. Он был внебрачным сыном подмастерья Мартина Вольфа и дочери крепостного крестьянина, бедной мещанки Ларисы Филипповны Козиенко. В дальнейшем на протяжении своей жизни использовал как фамилию матери, так и фамилию отца, до 1884 года пользовался псевдонимом Матюшин, но известность получил как Павел Свободин.
В 1871 году окончил Петербургское театральное училище.
Ещё будучи воспитанником училища, он сыграл роль мальчика Гриши в пьесе В. А. Дьяченко «Гувернёр» и уже тогда обратил на себя внимание театральной публики своим умением держаться на сцене.
После окончания училища поступает в Александринский театр, где играет до 1877 года. Несмотря на признание зрителей, начальник репертуарной части Санкт-петербургских театров П. С. Фёдоров называет молодого актёра бездарным, что заставляет Свободина оставить столицу и отправиться в провинцию.
В 1877—1884 играет сначала на провинциальных подмостках, затем в Москве — в Пушкинском театре А. А. Бренко, получившем в те годы новое название — Театр Корша.
В 1884 году Павлу Свободину удается вернуться в Александринский театр. Играя здесь на протяжении оставшейся жизни, Свободин становится любимцем публики, ценившей в нём талантливого исполнителя многих ответственных ролей.
Репертуар Свободина слагался из комических и разнохарактерных ролей. Его отличительной чертой стало умелое сочетание остроты внешнего рисунка роли с психологической разработкой характера, тщательная работа над деталями.
Репертуар Свободина в Александрийском театре был обширен, но более всего он выделялся в роли Прибыткова («Последняя жертва» А. Н. Островского), Репетилова («Горе от ума» А. С. Грибоедова), Оргона («Тартюф» Мольера), Муромского («Свадьба Кречинского» А. В. Сухово-Кобылина), Плюшкина («Мертвые души» Н. В. Гоголя), Звездинцева («Плоды просвещения» Л. Н. Толстого).
Помимо работы в театре, Свободин находил время для литературной деятельности. Его рассказы, стихи и пьесы печатались в Артисте , Живописном Обозрении, Русской Мысли, Северном Вестнике, Новом Времени и др.
С января 1889 года, когда произошло знакомство, и до самой смерти Павел Свободин входил в число близких друзей А. П. Чехова. Летом 1889 года он гостит со своим девятилетним сыном у Чеховых в имении Линтваревых (дача на Луке, Сумы, Харьковская губ.), позже часто бывает в Москве, наезжает в Мелихово, где даже собирались, но не успели выстроить для него специальную, «свободинскую» комнату. Известны 104 письма Свободина Чехову, письма Антона Чехова не сохранились.
Умер 9 (21) октября 1892 года во время исполнения роли Оброшенова в спектакле по пьесе А. Н. Островского «Шутники» на сцене Михайловского театра.

Ваша телеграмма о смерти Свободина захватила меня, когда я выезжал со двора на приемку больных. Можете представить мое настроение. Этим летом Свободин гостил у меня; был очень мил, кроток, покойно и благодушно настроен и сильно привязан ко мне. Для меня было очевидно, что он скоро умрет; было очевидно и для него самого. Он старчески жаждал обычного покоя и ненавидел уже сцену и всё, что к сцене относится, и боялся возвращения в Петербург.
— Письмо А. П. Чехова А. С. Суворину от 10 октября 1892 г.
Павел Свободин был похоронен на Волковском православном кладбище. В 1936 году был перезахоронен на Тихвинском кладбище Александро-Невской лавры (Некрополь мастеров искусств). Первоначальное надгробие, установленное «от родных, друзей и Общества для пособия нуждающимся сценическим деятелям», не сохранилось.

## Произведения
- Лицедеи. Театральные очерки // «Артист», 1891—1892 гг.
- За Волгой (пьеса) — совместно с Н. И. Севериным
- Ночь (стихотворение)
- Последний сон (стихотворение)
- На чужбине (стихотворение)